# Manou à l'école des goélands
Pour plus de détails, voir Fiche technique et Distribution.
Manou à l'école des goélands (Manou the Swift) est un film d'animation allemand réalisé par Andrea Block et Christian Haas et sorti en 2019.

## Fiche technique
- Titre : Manou à l'école des goélands
- Titre original : Manou the Swift
- Réalisation : Andrea Block et Christian Haas
- Scénario : Axel Malzener, Andrea Block, Phil Parker, Christian Haas et Gregory Baranes
- Décors :
- Costumes :
- Animation : Thilo Kienle
- Photographie :
- Montage : Dennis Lutz et Dirk Stoppe
- Musique : Frank Schreiber et Steffen Wick
- Producteur : Andrea Block et Christian Haas
  - Producteur associé : Michael Roesch
- Sociétés de production :
- Société de distribution : ARP Sélection
- Pays d'origine :  Allemagne
- Langue originale : anglais
- Format : couleur
- Genre : Animation, aventure et comédie
- Durée : 88 minutes
- Dates de sortie :
  - Bulgarie : 25 janvier 2019
  - Allemagne : 28 février 2019
  - France : 3 juillet 2019

## Distribution

### Voix originales
- Josh Keaton : Manou
- Kate Winslet : Blanche
- Willem Dafoe : Yves
- Nolan North : Poncho
- David Saughnessy : Parcival
- Cassandra Steen : Kalifa
- Arif S. Kinchen : Yusuf
- Julie Nathanson (en) : Françoise
- Rob Paulsen : Sandpiper
- Mike Kelly : Luc

### Voix françaises
- Vincent Dedienne : Manou
- Rafaèle Moutier : Blanche
- Dominique Collignon-Maurin : Yves
- Charles Pestel : Poncho
- Stéphane Ronchewski : Percy
- Camélia Jordana : Kalifa
- Antoine Schoumsky : Yusuf
- Célia Asencio : Françoise
- Clément Moreau : Luc